# Гасан-Джалалов, Анушаван Рафаэлович
Анушава́н Рафаэ́лович Гасан-Джала́лов (род. 23 апреля 1947, Ленинакан, Армянская ССР) — советский спортсмен, многократный чемпион СССР, призёр чемпионата Европы (1971), чемпионата мира (1974, 1975) и Олимпийских игр (1976) по академической гребле. Мастер спорта СССР международного класса. Президент федерации гребли России (1992—1996).

## Биография
Родился 23 апреля 1947 года в Ленинакане в семье военного. Через два месяца его семья переехала в Ленинград, где в 1963 году он начал заниматься академической греблей в спортивном обществе «Водник». Специализировался в классах четверок без рулевого и четвёрок с рулевым. С 1971-го по 1978 год входил в состав сборной СССР, становился многократным призёром международных регат, чемпионатов Европы и мира. В 1976 году вместе с Раулем Арнеманном, Валерием Долининым и Николаем Кузнецовым завоевал бронзовую медаль Олимпийских игр в Монреале в классе четвёрок без рулевого.
В 1978 году Анушаван Гасан-Джалалов завершил свою спортивную карьеру и перешёл к тренерской деятельности в спортивном обществе СКА. В 1984 году был назначен старшим тренером сборной РСФСР по академической гребле. С 1992 по 1996 год возглавлял Федерацию гребли России. С 1996 года проживает в США, где создал сайт RowingRu.com, освещающий проблемы развития академической гребли в России. 